# Linda Maria Baros
Linda Maria Baros (n. 6 august 1981, București) este o poetă, traducătoare și critic literar de origine română. Locuiește de mulți ani la Paris, în Franța. 
Critica literară franceză consideră că este o poetă importantă, una dintre vocile care s-au afirmat cel mai puternic astăzi.
Laureată a celebrului premiu de poezie Prix Guillaume Apollinaire (Franța, 2007).
 Secretară generală a premiului (din 2014). 
La 31 de ani, Linda Maria Baros a devenit membră titulară a Académiei Mallarmé, din Franța.
Poeziile sale au apărut în cărți de poezie tipărite în 28 de țări.

## Biografie
- Conferențiar universitar atestat în Franța (din februarie 2012)
- Secretară generală – Collège de Littérature Comparée, Paris ("Colegiul de Literatură Comparată", din 2011) [8]
- Doctor în literatură comparată (SUMMA CUM LAUDE) la Universitatea Paris-Sorbonne, precum și la Universitatea București [9]
- Studentă la Universitatea Paris-Sorbonne, Paris IV – literatură modernă ; master și diplomă de studii aprofundate [10]
- Elevă a Școlii Centrale (București) și a Liceului Victor-Duruy (Paris)
- Secretară generală – Prix Apollinaire, cel mai important premiu de poezie din Franța și din lumea francofonă (Premiul Apollinaire, din 2014) [11]
- Directoare a Festivalului franco-englez de poezie, Paris, Franța (din 2014)
- Membră titulară a Academiei Mallarmé, Franța (din mai 2013)
- Redactor șef al revistei internaționale de poezie și artă vizuală La traductière (Paris, Franța, din 2013).[12]
- Membră (aleasă pe viață) a juriului de poezie al Premiului Guillaume Apollinaire, Franța (Prix Apollinaire, din 2011)
- Membră a juriului francez de poezie Max-Pol Fouchet – format din importante personalități literare (2010 - 2012)
- Editor asociat, revista "Cinematografic Art & Documentation", Universitatea Hyperion, București (din 2010)
- Responsabilă a secției de poezie a revistei literare Seine et Danube, Paris (2009 - 2010)
- Secretară generală adjunctă a Asociației La Nouvelle Pléiade, Paris (Noua Pleiadă, din 2009)
- Ambasadoare culturală a României în cadrul Sezonului Cultural European, Paris (2008)
- Secretară adjunctă a Asociației Traducătorilor de Literatură Română cu sediul la Paris (2006 - 2010)
- Lector în cadrul uneia dintre marile edituri franceze (din 2005)
- Inițiatoare și coorganizatoare a festivalului Primăvara poeților / Le Printemps des Poètes în România (începând din 2005)
- Fondatoare și directoare a revistei literare VERSUs/m, București (din 2005)
- Membră a Uniunii Scriitorilor din România (din 2002).

## Opera literară
A debutat în anul 1988 cu o poezie publicată într-o revistă literară.

### Poezie
- L’Autoroute A4 et autres poèmes (Autoruta A4 și alte poeme), Cheyne éditeur, Franța, 2009  ISBN 978-2-84116-147-8
- La Maison en lames de rasoir, Cheyne Éditeur, Franța, 2006, ediția a doua în 2008  ISBN 978-2-84116-116-4 Volum editat și în limba română: Casa din lame de ras, Editura Cartea Românească, București, 2006
- Le Livre de signes et d’ombres, Cheyne Éditeur, Franța, 2004. ISBN 978-2-84116-096-9 Volum editat și în limba română: Dicționarul de semne și trepte, Editura Junimea, Iași, 2005
- Poemul cu cap de mistreț, Editura Vinea, București, 2003
- Amurgu-i departe, smulge-i rubanul!, București, 2001

Poeziile Lindei Maria Baros au apărut în peste 28 de țări : Franța, Anglia, Irlanda, SUA, Spania, Olanda, Belgia, Italia, Germania, Elveția, Luxemburg, Maroc, Serbia, Macedonia, Slovenia, Bulgaria, Albania, Croația, Letonia, Ucraina, Turcia, Canada, Bangladeș, Iran, Japonia, Finlanda, Mexic, China etc.
Versurile sale au fost proiectate pe fațadele unor clădiri, imprimate pe pungi, cutii, rochii, umbrele, poncho, încălțăminte de lux sau gravate pe scaune din oțel inoxidabil – așa cum apar în opera sculptorului Michel Goulet comandată de Muzeul Arthur Rimbaud din Franța
A participat la 64 de festivaluri internaționale de poezie și la peste 500 de întâlniri cu publicul.

### Dramaturgie
- Marile spirite nu se ocupă niciodată de nimicuri, Editura Muzeul Literaturii Române, București, 2003
- A venit la mine un centaur..., META, București, 2002. Volum editat și în limba franceză: Un centaure est venu chez moi..., META, București, 2002.

### Pagini critice
- Passer en carène (volum scris în franceză), Editura Muzeul Literaturii Române, București, 2005
- Les Recrues de la damnation (volum scris în franceză), Editura Muzeul Literaturii Române, București, 2005.

### Traduceri
Linda Maria Baros a semnat peste 30 de traduceri, dintre care 17 volume în limba franceză. Se numără printre  cei mai importanți traducători de limbă română în limba franceză și viceversa.

- A tradus și a publicat peste 80 de poeți români în diferite țări.[16]
- În limba franceză, a semnat antologii din operele poeților Nichita Stănescu, Angela Marinescu, Ioan Es. Pop, Marta Petreu, Floarea Tutuianu sau a tradus volume de Mircea Bârsilă, Magda Cârneci, Simona Popescu, Manfred Szilagyi etc.
- De asemenea, a publicat în limba franceză două antologii de poezie română contemporană, l’Anthologie de la poésie roumaine contemporaine (20 autori, Confluences poétiques, 2008, Franta) și l’Anthologie de la poésie roumaine contemporaine. 1990-2013 (13 autori, Tracus Arte, 2013).
- 7 dosare de poezie română și zeci de grupaje poetice în traducerea sa au apărut în reviste din Franța, Canada, Italia, Spania, Luxemburg, Belgia etc.
- Din franceză/engleză/spaniolă/olandeză a tradus în română volume de versuri de Henri Michaux, Boris Vian, Guy Goffette, Collette Nys-Mazure, José Luis Reina Palazón, Maria Antonia Ortega, Jan H. Mysjkin sau romane de Alphonse Daudet, Johanna Spyri, James Oliver Curwood etc.
- În 2008, a realizat Biblioteca ZOOM. Această bibliotecă virtuală reunește 140 de autori traduși și publicați de Linda Maria Baros.

### Colaborări
Colaborează cu poezie, critică literară și traduceri la revistele  Po&sie, Aujourd’hui poème, Siècle 21, Poésie/première, NUNC, Poésie 2003, Europe, La Revue littéraire, Bacchanalles, Confluences poétiques, Pyro, Seine et Danube, MIR, La page blanche, La traductière, Hauteurs, Littérales, Ici & Là, L’Écho d’Orphée, Le Bateau Fantôme, Recours au poème,  Levure Littéraire (Franța), Poetry Review, Horizon Review (Anglia), Irish Examiner (Irlanda), Électron libre (Rabat, Maroc), Galateea, Observator München, lirikeline.org (Germania), Pleiades, International Notebook of Poetry/Caietele internaționale de poezie (SUA), Bunker Hill (Olanda), ABC, Alora, la bien cercada, El Coloquio de los Perros, munditaçôes (Spania), Contre-jour, Langage & créativité (Canada), Le Journal des Poètes, Langue vive,  Revolver,  Poëziekrant, Deus ex machina (Belgia), Le Quotidien, Tageblatt, Le Jeudi (Luxemburg), Gradina, Политика, Književni list (Serbia), Scritture Migranti, Formafluens (Italia), Semn (Republica Moldova), "România literară", Viața românească, Luceafărul, Ramuri, Adevărul literar și artistic, Ziua literară, Contemporanul, Luceafarul de dimineață, Argeș, Calende, Cafeneaua literară, Tribuna, Astra, Familia, Noua literatură, Academia de poezie, Ziarul de duminica, Apostrof, Conta, Arca (România), La Revue de Belles Lettres (Elveția), Shirdanra (Bangladeș), yasakmeyve (Turcia), Beagle (Japonia), LA OTRA (Mexic) etc.

### Poezie – volume traduse în alte limbi
- neerlandeză – De Autosnelweg A4 en andere gedichten (Autostrada A4 și alte poeme), traducere de Jan H. Mysjkin, Poëziecentrum, Gent, Belgia, 2014 ISBN 9789056554453 [17]
- letonă – Bārdasnažu asmeņu nams (Casa din lame de ras), traducere de Dagnija Dreika, Daugava, Riga, Letonia, 2011 ISBN 978-9984-41-053-1[18]
- bulgară – Къща от бръснарски ножчета (Casa din lame de ras), traducere de Aksinia Mihaylova, Fundatia pentru Literatura Bulgară, Sofia, Bulgaria, 2010 ISBN 978-978-954-677-0[19]

## Manuale școlare
- Poemul Caii de mină scris de Linda Maria Baros a fost inclus în Limba și literatura româna. Manual de clasa a XII-a, Editura Paralela 45, 2007. ISBN 978-973-47-0141-4

## Antologii
Poemele Lindei Maria Baros au apărut în peste 40 de antologii din întreaga lume
, printre care:
- Les rencontres poétiques franco-chinoises, Zhongkun, China 2014[21]
- Poesia romena. Sogno suono segno (Poezia româna. Visul semn sonor), Edizioni Il Foglio Letterario, Italia, 2014 [22]
- Liberté de créer, liberté de crier (Libertatea de a crea, libertatea de a striga), éditions Henry, Franța, 2014
- Affiche ton poème ! 30 poètes pour le droit des enfants à la poésie (Afișează-ți poemul ! 30 de poeți pentru dreptul copiilor la poezie), album, éditions Rue du monde, Franța, 2014
- Cartea Poeziei 2013, Editura Lumina, Chișinău, Republica Moldova, 2013
- L’Alveare d’oro dell’invisibile, 150 anni di poesia romena, editura Contact international, România, 2013
- VERSschmuggel/réVERSible, cu CD, Wunderhorn & La passe du vent, Germania/Franța, 2012
- Resistenze bruciate.  Da Angela Marinescu a Linda Maria Baros, Edizioni Akkuaria, Catania, Italia, 2012 - 11 poete [23]
- Pas d’ici, pas d’ailleurs - athologie poétique francophone de voix féminines contemporaines, Éditions Voix d’encre, Franța, 2012[24]
- Poeti romena al bivio : continuita e rottura Editura Scrisul românesc, România, 2012 - 25 poeți [25]
- Zeitkunst. Internationale Literatur, Verlagshaus J. Frank & Edition Polyphon, Germania, 2011[26]
- Les Très riches heures du Livre pauvre ("Foarte bogatele ore ale cărții sărace"), album, Éditions Gallimard, Franța, 2011 [27]
- Anthologie de la poésie érotique féminine contemporaine de langue française, Franța, 2011[28]
- antologia Festivalul International Zile si nopti de literatura - The International Days and Nights of Literature, Uniunea Scriitorilor din România, 2011[29]
- Entre estas aguas : poetas del mundo latino 2009, Universidad Autónoma de Nuevo León, Mexic, 2010[30]
- "Europski glasnik", Hrvatsko drustvo pisaca, Zagreb, Croația, 2010[31]
- Runoilevien naisten kaupunki, Tammi, Helsinki, Finlanda, 2010[32]
- Cheyne, 30 ans, 30 voix, Jean-François Manier éd., Cheyne, Franța, 2010[33]
- Poezia antiutopica, antologie de Daniel D. Marin, Paralela 45, România, 2010[34]
- Couleurs femmes, Le Castor Astral & Le Nouvel Athanor, Franța, 2010fr  [35]
- Anthologie de la poésie amoureuse,  antologie de Marc Alyn, Écriture, Franța, 2010fr  [36][37]
- Kijk, het heeft gewaaid, Poetry International, Rotterdam, Olanda, 2009[38]
- Ailleurs 2008. Une année en poésie (Altundeva 2008. Un an de poezie), Muzeul Arthur Rimbaud, Charleville-Mézières, Franța, 2009
- Poesía francesa contemporánea. Diecisiete poetas (Poezie franceză contemporană. Șaptesprezece poeți), antologie de Lionel Ray, Éditions Lancelot, Spania, 2008[39]
- Poëzie van dichters uit de hele wereld. Poetry International 2008, Rotterdam, Olanda, 2008
- Poésies de langue française. 144 poètes d’aujourd’hui autour du monde (Poezie în limba franceză. 144 de poeți de astăzi din întreaga lume), Collection « Anthologie Seghers », Editions Seghers, Franța, 2008fr  [40]
- Voix de la Méditerranée 2008, Éditions Clapas, Franța, 2008
- Literatura tânără 2007, Uniunea Scriitorilor din România, 2007
- VERSUs/m - Zoom 2007, Editura Exigent, România, 2007
- L’année poétique 2005 – anthologie Seghers, éd. Patrice Delbourg et Jean-Luc Maxence (Anul poetic 2005 - antologie a editurii Seghers), Franța, 2006[41]

## Premii literare
- Marele Premiu de poezie Nichita Stănescu, Uniunea Scriitorilor din Republica  Moldova, 2013[42]
- Premiul național Ion Minulescu, România, 2008 [43]
- Premiul Guillaume Apollinaire - pentru volumul La Maison en lames de rasoir, Cheyne Éditeur, Franța, 2007 - cel mai important premiu de poezie din Franța și din lumea francofonă [44]
- Premiul pentru Vocație Poeticǎ – Le Livre de signes et d’ombres, Cheyne Éditeur, Franța, 2004[45]
- Premiul pentru traducere al Academiei Internaționale Mihai Eminescu, România, 2002[46]
- Premiul pentru traducere Les Plumes de l'Axe, Franța, 2001[47]
- Premiul de poezie al Universitatii Sorbona în cadrul festivalului Le Printemps des Poètes, Franța, 2001[48]

## Burse de traducere
- "VERSschmuggel", Berlin (Germania), 2011 [49]
- Vertalershuis (Casa Traducǎtorilor), Amsterdam (Olanda), 2007[50]
- Centre de Rencontres Abbaye Neumünster (Luxemburg), 2006
- The 3rd Poetry Translation Workshop The Golden Boat (Slovenia), 2005
- Collège Européen des traducteurs littéraires de Seneffe (Belgia), 2003

## Festivaluri internaționale
Linda Maria Baros a fost invitată la peste 60 de festivaluri internaționale de poezie
, printre care:
- Les rencontres poétiques franco-chinoises, Pekin, China, 2014 [52]
- Cork Spring Festival, Irlanda, 2014 [53]
- Felix Poetry Festival, Belgia, 2014
- Festivalul internațional Voix de la Méditerranée, Lodève, Franta, 2014
- Festival C'mouvoir, Saignes, Franta, 2014
- Acadie Rock, Acadie, Canada, 2013 [54]
- Festivalul acadian de la Caraquet, Nouveau-Brunswick, Canada, 2013 [55]
- Festivalul internațional Voix de la Méditerranée, Lodève, Franța, 2013[56]
- Biennale de la poésie / Poètes du monde, Saint-Quentin-en-Yvelines, Franța, 2013
- Primăvara europeană a poeziei, Chișinău și Soroca, Republica Moldova, 2013
- Festivalul franco-englez de poezie, Franța, 2013
- Le Printemps des Poètes, Franța, 2013 [57]
- Festivalul Littératures étrangères, Audincourt, Franța, 2012[58]
- Novi Sad International Festival, Serbia, 2012
- Festivalul internațional Voix de la Méditerranée, Lodève, Franța, 2012
- Le Printemps des Poètes, Paris, Franța, 2012
- Zeitkunst Festival, (Germania), 2011[59]
- Festivalul internațional Encuentro de Poetas del Mundo Latino, (Mexic), 2011 [60]
- Poesiefestival, Berlin, (Germania), 2011 [61]
- Festival internațional Voix de la Méditerrané, Lodève, (Franța), 2011 [62]
- Festivalul internațional Zile și nopți de literatură de la Neptun (România), 2011 [63]
- Festivalul MidiMinuitPoésie, Nantes (Franța), 2010fr  [64]
- Festivalul Mucho Más Mayo (Spania), 2010
- La Biennale Internationale de la Poésie, Liège (Belgia), 2010 [65]
- Voix de la Méditerranée, Lodève (Franța) 2010
- Le Festival International de Poésie Wallonie-Bruxelles, Namur (Belgia), 2010
- Le Festival franco-anglais de poésie (Franța), 2010
- Le Printemps des Poètes (Franța), 2010
- Festivalul À vous de lire (Franța), 2010
- Festivalul DécOUVRIR, Concèze (Franța), 2010
- Terre et poésie (Franța), 2009
- Biennale de la poésie, Saint-Quentin-en-Yvelines (Franța), 2009 fr [66]
- Festivalul Le Printemps des Poètes (Franța), 2009
- Paris en toutes lettres (Franța), 2009
- Festivalul Lectures sous l’Arbre (Franța), 2009
- Festival International de la Poésie, Trois-Rivières Québec (Canada), 2008
- Poetry International, Rotterdam (Olanda), 2008en [67]
- Les Voix de la Méditerranée, Lodève (Franța), 2008
- Festivalul Primavera dei Poeti (Italia), 2008
- Le Printemps Balkanique. Insolite Roumanie (Franța), 2008
- La Mar de Letras, Cartagina (Spania), 2008
- Le Printemps des Poètes (Franța), 2008
- World Poetry Day, Belgrad (Serbia), 2008
- Festivalul Le Printemps des Poètes (Luxemburg), 2008
- Festivalul Dacia - Méditerranée (Franța), 2007
- Festivalul Lectures sous l’Arbre (Franța), 2007
- Festivalul Le Printemps des Poètes, Paris (Franța), 2007
- Festivalul internațional de poezie Teranova (Franța), 2006
- Odyssey International Festival, Amman (Iordania), 2005
- Biennale Internationale de Poésie, Liège (Belgia), 2005
- Festivalul Le Printemps des Poètes, Paris (Franța), 2005
- Festivalul internațional de poezie, Rabat (Maroc), 2004
- Festivalul internațional de literatură, Neptun, (România), 2001